# 多摩市立西落合小学校
多摩市立西落合小学校（たましりつ にしおちあいしょうがっこう）は東京都多摩市にある公立小学校。

## 沿革
- 1984年（昭和59年）4月1日 - 開校[1]。

## 教育目標
- 考える子・助け合う子・元気な子

## その他
多摩市立西落合小学校はユネスコスクール登録校である。

## 交通アクセス
- 京王電鉄相模原線・小田急電鉄多摩線多摩センター駅下車後、徒歩15分。
- 多摩都市モノレール多摩都市モノレール線多摩センター駅から、
  - 徒歩15分。
  - 神奈川中央交通・京王バス「多61」・「桜63」の各系統で、鶴牧三丁目停留所下車後、徒歩5分。